# カーネル・レイク
カーネル・レイク（Carnell Lake 1967年7月15日- ）はユタ州ソルトレイクシティ出身の元アメリカンフットボール選手・コーチ。NFLのピッツバーグ・スティーラーズなどで1989年から2001年までプレーした。ポジションは主にストロングセイフティ、コーナーバック。

## 経歴

### プロ入りまで
カリフォルニア州カルバーシティの高校に通った。高校卒業後、UCLAに進学し、1985年から1988年までプレーした。1986年から1988年まで3シーズン、アウトサイドラインバッカーとして先発した。
3年次の1987年には、パシフィック・テン・カンファレンス最多の13サックをあげてカンファレンスのファーストチーム、オールアメリカンのセカンドチームに選ばれた。4年次の1988年には、78タックル（12.5ロスタックル）をあげて、オールアメリカンのファーストチームに選ばれた。この年、ディック・バトカス賞、ロンバルディ賞のセミファイナリストにも残った。大学通算では、歴代1位の45.5ロスタックル、歴代4位の25,5サックをあげた。
2000年にUCLA殿堂入りを果たしている。

### NFL
1989年のNFLドラフト2巡34位でピッツバーグ・スティーラーズに指名された。1年目から全16試合中15試合に先発し、チームトップの5ファンブルリカバーをあげた。
1995年シーズンには、長期欠場したロッド・ウッドソンの代わりにコーナーバックを務め、第30回スーパーボウルに出場している。
1997年、シーズンMVPの選考でスポーツ・イラストレイテッドのピーター・キングに投票された。その選考では、バリー・サンダース、ブレット・ファーヴと同票を獲得した。
スティーラーズには1998年まで10シーズン在籍し、チーム4位の16ファンブルリカバー、同じくチーム4位の16インターセプトをあげている。この間チームはプレーオフに6回出場、AFC中地区優勝5回を数えた。
1998年シーズン終了後、フリーエージェントとなった彼は、1992年から1995年までスティーラーズで守備コーディネーターを務めたマービン・ルイスが守備コーディネーターを務めているジャクソンビル・ジャガーズと契約を結んだ。この年、チームはプレーオフに進出し、翌年1月15日のマイアミ・ドルフィンズとのプレーオフでは、スクリーンパスを受けたJ・J・ジョンソンからボールを奪った。ジャガーズは、AFCチャンピオンシップゲームでテネシー・タイタンズに敗れ、2度目のスーパーボウル（第34回スーパーボウル）出場はならなかった。
2000年は、左足の疲労骨折のためシーズンを全休した。
2001年9月初め、ジャガーズから解雇され、その後前年のスーパーボウルチャンピオンのボルチモア・レイブンズと契約を結んだ。そのシーズンを最後に現役を引退した。
現役通算では25サック、16インターセプト、17ファンブルリカバー、5タッチダウンを記録している。

### コーチ歴
2009年1月に母校、UCLAのアシスタントコーチに就任したが、家庭の事情を理由として2010年2月に退任した。
第45回スーパーボウル終了後にアリゾナ・カージナルスのディフェンスコーディネーターに就任するため退団した、レイ・ホートンの代わりとして、2011年3月7日、ピッツバーグ・スティーラーズのディフェンシブバックコーチに就任した。2017年シーズンオフに退団した。